# Evangelos Damaskos
Evangelos Damaskos (em grego:  Ευάγγελος Δαμάσκος) foi um atleta grego que competiu nos Jogos Olímpicos de Verão de 1896 na modalidade salto com vara, onde conseguiu a medalha de bronze. Damaskos empatou com o colega grego Ioannis Theodoropoulos no terceiro lugar no evento ao pular uma altura de 2,60 metros.